# Francis X. Bushman Jr.
Pour les articles homonymes, voir Bushman.
Ralph Everly Bushman (1er mai 1903 - 16 avril 1978) était un acteur américain. Il est apparu dans cinquante-cinq films entre 1920 et 1943. Au début de sa carrière, il était crédité sous le nom de Francis X. Bushman Jr.
Fils du célèbre acteur de films muets Francis X. Bushman et de Josephine Fladung Duval, il est né à Baltimore et est décédé à Los Angeles à l'âge de 74 ans.
Il est l'oncle maternel de Pat Conway (1931–1981), célébrité de la série Tombstone Territory (1957-1960), de la chaine ABC. Il fut marié à sa femme Beatrice durant 54 ans, jusqu'à sa mort.

## Filmographie partielle
- 1923 : Les Lois de l'hospitalité (Our Hospitality) de Buster Keaton et John G. Blystone
- 1923 : La Bonne Étoile (The Man Life Passed By) de Victor Schertzinger
- 1926 : Tom, champion du stade (Brown of Harvard) de Jack Conway
- 1926 : Dangerous Traffic de Bennett Cohen
- 1926 : Midnight Faces de Bennett Cohen
- 1927 : Le Dernier Refuge (The Understanding Heart) de Jack Conway
- 1928 : Les Quatre Fils (Four Sons) de John Ford
- 1930 : The Sins of the Children de Sam Wood
- 1930 : They Learned About Women de Jack Conway et Sam Wood
- 1930 : Mademoiselle, écoutez-moi donc ! (The Girl Said No) de Sam Wood
- 1930 : Way Out West de Fred Niblo
- 1931 : La Princesse amoureuse (The Royal Bed) de Lowell Sherman
- 1931 : The Cyclone Kid de J. P. McGowan
- 1931 : The Galloping Ghost de B. Reeves Eason
- 1932 : The Last Frontier de Spencer Gordon Bennet et Thomas Storey
- 1933 : La Chevauchée de la gloire (The Three Musketeers) de Colbert Clark et Armand Schaefer
- 1934 : Viva Villa ! de Jack Conway
- 1934 : When Lightning Strikes de Burton L. King et Harry Revier
- 1936 : Caryl of the Mountains de Bernard B. Ray
- 1937 : My Dear Miss Aldrich de George B. Seitz